# Bob Vylan Presents the Price of Life
Bob Vylan Presents the Price of Life ist das zweite Studioalbum der englischen Grime/Punk-Band Bob Vylan. Das Album wurde am 22. April 2022 über das bandeigene Label Ghost Theatre veröffentlicht.

## Entstehung
Das Album wurde von der Band produziert und abgemischt. Kevin Tuffy übernahm das Mastering. Als Gastmusiker sind bei dem Lied Take That der Bassist Bobby Bentham von der Band Strange Bones zu hören. Josh und Jon Skints von der Band The Skints sind bei dem Lied Health Is Wealth zu hören. Der Gitarrist Laurent Barnard von der Bands Gallows spielte bei dem Lied GDP.
Am 27. August 2021 wurde mit Pretty Songs die erste Single veröffentlicht. Die zweite Single GDP folgte am 19. November 2021. Gleichzeitig wurde das neue Album angekündigt. Am 25. Februar 2022 wurde mit Health Is Wealth die dritte Single ausgekoppelt. Schließlich wurde am 22. April 2022 mit Wicked & Bad die vierte und letzten Single veröffentlicht. Das dazugehörige Musikvideo wurde auf Jamaika gedreht.

## Hintergrund
Große Teile der Texte drehen sich um das Thema Geld. Laut Bobbie Vylan würde im Leben „alles von deinem Bankkonto abhängen“. Es würde „alles diktieren, was du tust“. Das Leben wäre „nicht verfügbar ohne Geld“. Manchmal würde das Geld buchstäblich über Leben oder Tod entscheiden.
Das Intro Walter Speaks besteht aus einem Auszug einer Rede des guyanischen Politikers Walter Rodney, einem Vordenker und Praktiker der Bewegung Black Power. Wicked & Bad beschäftigt sich mit den gestiegenen Lebenshaltungskosten. Im Text wird dazu aufgerufen, die ehemalige Premierministerin Margaret Thatcher aus ihrem Grab zu holen, um sie zu fragen, wo die Milch hingegangen ist. Dies ist eine Anspielung auf Thatchers Zeit als Bildungsministerin, in der sie die Gratismilch an Grundschulen abschaffte. Take That kritisiert die ungleiche Verteilung des Vermögens und Rassismus. Das Lied Health Is Wealth befasst sich damit, dass es für viele Menschen immer schwieriger wird, gesundes Essen zu finanzieren. Die Preise für Nahrungsmittel steigen, während die Löhne gleich bleiben. Es wird über die schädigenden Auswirkungen von billigem Fast Food auf die Menschen referiert, die keine andere Wahl haben als sich auf diese Weise zu ernähren. Darüber hinaus wird kritisiert, dass zu wenig in den Bereich der psychischen Gesundheit investiert wird.
In Turn Off the Radio wird die Mainstream-Kultur attackiert. Pretty Songs ist eine ironische Kritik an einer neuen Welle von Aktivisten, die Gewaltlosigkeit und passiven Widerstand verfechten. Im Text wird erwähnt, dass weiße Menschen gerne Martin Luther King zitieren. Es wird aber aufgerufen, nicht zu vergessen, dass King von weißen Menschen ermordet wurde. GDP steht für Gross domestic product, den englischen Begriff für das Bruttoinlandsprodukt. Es wird der Frage nachgegangen, warum Menschen einen Lebensstil führen, in dem man dazu ermutigt wird, Gewalt anzuwenden, um die Dinge zu bekommen, die man haben will. Die privilegierten Menschen würden gedeihen, während die Armen leiden. Mit dem Lied Bait the Bear wird Imperialismus und Kolonisation verdammt.

## Rezeption

### Rezensionen
Mischa Pearlman vom britischen Magazin Kerrang beschrieb Bob Vylan Presents the Price of Life als „kompromisslos bösen Aufruf zur Revolution des brillianten Duos Bob Vylan“ und vergab fünf von fünf Punkten. Emily Swingle vom Onlinemagazin Clash schrieb, dass „jeder Titel des Albums den Union Jack langsam auseinanderreißt“ und „man sich fragen muss, weswegen man patriotisch sein sollte“. Das „wahre Meisterwerk des Albums würden in den Texten liegen“, da die Band „die Dinge anspricht, die dringend angesprochen werden müssen“. Swingle vergab neun von zehn Punkten. Jenessa Williams von der britischen Tageszeitung The Guardian kritisierte, dass „bei all der lyrischen Wut die Produktion manchmal darum bettelt, reichhaltiger sein zu können“. So wäre „der Drill bei Must Be More etwas zu stumpf“, während Turn Off the Radio einen „langweiligen Nu-Metal-Refrain“ hätte. Williams vergab drei von fünf Punkten.

### Charts
Bob Vylan erreichten erstmals die Musikcharts. Neben Platz 18 der offiziellen britischen Albumcharts belegte das Album Platz vier bei den physischen Verkäufen.
| ChartsChartplatzierungen     | Höchstplatzierung | Wochen |
| ---------------------------- | ----------------- | ------ |
| Vereinigtes Königreich (OCC) | 18 (1 Wo.)        | 1      |

### Bestenlisten
| Publikation      | Liste                                 | Werk                                 | Platz |
| ---------------- | ------------------------------------- | ------------------------------------ | ----- |
| DIY              | Diy’s Albums Of 2022                  | Bob Vylan Presents the Price of Life | 18    |
| God Is in the TV | God Is In The TV's Albums of 2022     | Bob Vylan Presents the Price of Life | 72    |
| Kerrang          | The 50 best albums of 2022            | Bob Vylan Presents the Price of Life | 3     |
| Louder Than War  | Albums of The Year 2022 – The Top 100 | Bob Vylan Presents the Price of Life | 43    |
| Upset            | Upset’s Albums of the Year 2022       | Bob Vylan Presents the Price of Life | 9     |

## Musikpreise
| Preis           | Jahr | Kategorie  | für                                  | Resultat |
| --------------- | ---- | ---------- | ------------------------------------ | -------- |
| Kerrang! Awards | 2022 | Best Album | Bob Vylan Presents the Price of Life | Gewonnen |